# سیارک ۵۴۳۲
سیارک ۵۴۳۲ (به انگلیسی: 5432 Imakiire، نامگذاری:1988VN) پنج هزار و چهارصد و سی و دومین سیارک کشف شده‌است که در ۳ نوامبر ۱۹۸۸ کشف شد.
قدر مطلق سیارک برابر ۱۳٫۳۰ است.